# 細川尹賢
細川尹賢（日语：／ Hosokawa Tadakata，不詳—1531年9月5日、不詳—享祿四年七月廿四日)，是日本戰國時代武將，細川氏庶流典廄家第4代當主、妻子為室町幕府政所執事伊勢貞陸之女。細川氏本家京兆家則由其從兄細川高國繼承。

## 生平
尹賢為細川氏野州家分家當主細川春俱之子、備中國守護細川國豐之弟、和泉下守護家細川高基之兄。
尹賢初名政光，根據《不問物語》之記載，其後來改名為澄重，並以「駿河刑部少輔澄重」自稱。由此推測，在澄重時期，其繼承了細川駿河守家（此為細川義久的後裔家族，從永享年間（1429年～1441年）起擔任幕府外樣眾），後來才改繼典廄家。至於駿河守家則由其弟細川四郎左衛門佐（即駿河入道宗寅）繼承，另尹賢之子藤賢及勝國也曾一度繼承過駿河守家。
永正四年（1507年）六月廿三日，室町幕府管領（同時也是細川京兆家家督）細川政元遭家臣香西元長的間諜竹田孫七所暗殺，政元的三位養子，澄之（來自九條家）、澄元（來自細川一門的阿波守護家）以及高國（來自由京兆家分家的野州家）旋即為了爭奪家督之位而爆發爭鬥。開始時高國加入澄元一方共同對抗澄之，待消滅澄之後，高國與澄元又發生了分裂對立。
在高國與澄元爭權期間，時為典廄家當主的細川政賢始終站在澄元一方。永正八年（1511年）八月，對立的雙方在山城國船岡山（今京都府京都市北區紫野北舟岡町）發生合戰，高國靠著周防國守護大名大內義興所率領的大內軍幫助，擊敗澄元的軍隊，政賢也在是戰中戰死（船岡山之戰）。戰後，在高國的命令下，典廄家家督之位由同樣來自野州家的澄重繼承，自此澄重開始仕於高國。之後，澄重通過高國，向將軍足利義尹（後來的義稙）請求獲得偏諱，在獲得批准後，改名為尹賢（「賢」是典厩家的通用字，不過也有記載他曾以尹元為別名，這是細川家的一個通字）。另一方面，政賢的嫡子——細川澄賢依然支持澄元及晴元父子並與高國敵對，這讓典廄家也同本家一樣陷入分裂局面。
尹賢曾做為高國的代理擔任大將，同時也做為幕府的御供眾進行活動。大永六年（1526年）七月，因不滿高國重臣香西元盛態度傲慢，感到生氣的尹賢於是誣告元盛有通敵之嫌，誤信讒言的高國遂將其處決。這一事件激起了元盛之親兄弟——波多野元清和柳本賢治的憤怒。意欲替元盛報仇的兩人於同年十月在丹波國舉兵，阿波國的細川晴元和三好元長也加入了反抗的行列。面對這一局面，尹賢在高國的命令下，試圖進攻波多野元清等人，但最終敗北。隨後，在大永七年（1527年）二月，尹賢與三好政長和柳本賢治聯軍作戰，卻再次遭遇失敗（桂川原之戰）。最後尹賢只得與高國以及第12代將軍足利義晴一同逃往近江國 。
為了奪回京都，義晴促請越前國守護大名朝倉孝景派遣軍隊支援。孝景因此令朝倉宗滴和朝倉景紀等人率領一萬兵力出征，並與高國和近江守護六角定賴等軍勢合流。大永七年（1527年）十月義晴與尹賢、定賴以及朝倉軍等計約5萬人的軍隊一同進入京都與晴元軍展開對抗。義晴方雖擊敗了晴元方的畠山義堯，並進軍至西岡，但卻遭到三好元長和柳本賢治的夾擊，於十九日敗北。此後，雙方軍隊均進入京都，義晴與元長也展開了和睦交涉談判。
由於朝倉宗滴與高國不和，大永八年（1528年）三月六日，朝倉軍突然撤回越前。在失去主力的情況下，和睦協議未能完成，義晴與高國於同年五月離開京都，再次逃往近江。眼見高國勢力衰落，尹賢也決定轉投向晴元一方。享祿四年（1531年）六月，尹賢與三好元長等人共同擊敗高國（大物崩），高國隨後在尼崎廣德寺自殺。高國死後不久，尹賢與晴元即產生不和，並於同年七月廿四日，遭接獲晴元命令的木澤長政在攝津殺害。不過，據近衛尚通的日記所載，尹賢在事件發生前曾藏匿於富田，最終投水自盡，長政的士兵正在搜尋他的下落。此外，也有其他記載提到，尹賢是在從富田渡過淀川逃亡的過程中不幸溺水而亡。
尹賢的子女中，由於長男氏綱成為高國的養子，所以在尹賢死後由次男藤賢繼承了典廄家（註：鑒於高國未來如有親生子，氏綱仍有繼承典廄家之可能，因此藤賢名實兼具地繼承典廄家，應是在高國與尹賢死後）。此後，氏綱也與養父和親生父親的仇敵晴元持續展開對抗。

## 出處
1. ↑  今泉定介編（1899年）
2. ↑  阿部猛編（2010）
3. ↑  大阪府史編集専門委員会 編（1981年）P.304
4. ↑  大阪府史編集専門委員会 編（1981年）P.305
5. ↑  西原正洋（2006年）P.171
6. ↑  西原正洋（2006年）P.171
7. ↑  西原正洋（2006年）P.171
8. ↑  天野忠幸（2019）P.160
9. ↑  寶塚市史 第二卷（1977）P.58
10. ↑  天野（2014）P.15
11. ↑  天野忠幸（2014）P.16
12. ↑  天野忠幸（2019）P.160
13. ↑  『後法興院関白記』享祿四年六月七日条
14. ↑  『後法興院関白記』享祿四年七月廿六日条
15. ↑  馬部政弘（2018年）P.513-515
16. ↑  馬部政弘（2018年）P.513-515